# ファインスタージュエリー&ダイヤモンド
ファインスタージュエリー＆ダイヤモンド（英: Finestar Jewellery＆Diamonds Private Limited）はインドムンバイに本社を置くDE BEERS GROUP SIGHTHOLDER。
ファインスターグループは株式会社クラシックダイヤモンド(日本)、Classic Diam BVBA(ベルギー）、Classic Diam Middle East DMCC（ドバイ）、Dia luce（日本）、Finestar Diamond Proprietary Limited、(ボツワナ)、Excellent Diamonds Ltd (香港）、 BELGIUM NY LLC（米国)により構成される。

## 沿革
- 1995年 創業
- 1998年 インドの東部スーラット市で、ダイヤモンドの製造を開始
- 1999年 ムンバイ（インド）で宝飾品の製造を開始

## 関連企業
- 株式会社クラシックダイヤモンド
- Dia Luce　Diamond
- Finestar Jewellery & Diamonds Pvt. Ltd.
- BELGIUM NY LLC
- Excellent Diamonds Ltd
- Classic Diam BVBA
- Classic Diam Middle East DMCC